# Florjan
Florjan – wieś w Słowenii, w gminie Šoštanj. W 2018 roku liczyła 858 mieszkańców.